# Edmond Bensimon
Pour les articles homonymes, voir Bensimon (homonymie).
 (octobre 2013).
Si vous disposez d'ouvrages ou d'articles de référence ou si vous connaissez des sites web de qualité traitant du thème abordé ici, merci de compléter l'article en donnant les références utiles à sa vérifiabilité et en les liant à la section « Notes et références ».
Edmond Bensimon est un scénariste, acteur et réalisateur français.

## Biographie
Né le 6 juin 1963 a Antony, Edmond Bensimon débute au théâtre comme comédien, auteur et metteur en scène. Il joue, co-écrit avec Bruno Lugan notamment Le Syndrome de Stockholm au Splendid et au petit Palais des Glaces.
Il a aussi été à l’affiche des pièces Qui a tué Barbot ? de Jean-Pierre Pascaud, Erzebeth Bathory de Serge Adam et La Machine infernale de Jean Cocteau, mis en scène au Grand Hall de Montorgueil. 
Pour la télévision, il met sa plume au profit de sketchs de caméra cachée et dirige le pool d’auteur de l’émission Surprise sur prise ! sur TF1. Il enchaine avec des émissions telles qu’Éclats de rire, Paroles de gosses et Et si ça vous arrivait sur France 2. Il scénarise les émissions des Petites Canailles. Il continue avec Du lundi au vendredi, c’est Julie, animée par la star de la télévision québécoise Julie Snyder avant de signer une série en tant que concepteur et scénariste de 13 épisodes pour le Cirque du Soleil à Montréal, Solström. Sa solide expérience dans l’industrie télévisuelle lui ouvre les portes du cinéma.
En compagnie de Michel Boujenah et Pascal Elbé, il couche sur papier la trame du premier long métrage de l’acteur, Père et Fils, une comédie dramatique sur la paternité, le conflit fraternel et la possibilité de faire du mensonge une possibilité de réconciliation. Le film, interprété par Philippe Noiret, Charles Berling, Bruno Putzulu et Pascal Elbé, sort en salles en août 2003 et rassemble plus d’un million de spectateurs. Edmond Bensimon se lance à son tour dans la réalisation avec Emmenez-moi qui suit sur les routes du Nord Gérard Darmon, Lucien Jean-Baptiste, Zinedine Soualem et Damien Jouillerot en quête de Charles Aznavour.
Revenu sur les planches du Splendid pour les besoins de la pièce Arnaque, cocaïne et bricolage de Mohamed Rouabhi, il réalise ensuite une soixante d’épisodes de la série comique Samantha oups ! avec David Strajmayster ainsi que le programme court Code barge, diffusé sur TF1.
En 2018, Edmond Bensimon a plusieurs scénarios en cours d’écriture et de production et vient de terminer son premier roman.

## Filmographie

### Cinéma

#### Réalisateur
- 2005 : Emmenez-moi, long métrage avec Gérard Darmon, Zinedine Soualem, Lucien Jean-Baptiste, Damien jouillerot et Charles Aznavour (réalisateur et scénariste[3],[4])

#### Scénariste
- 2003 : Père et Fils de Michel Boujenah avec Philippe Noiret, Charles Berling, Bruno Putzulu, Pascal Elbé (co-auteur avec Michel Boujenah et Pascal Elbé[2])

#### Acteur
- 2010 : Tête de turc de Pascal Elbé

### Télévision

#### Scénariste
- 1995-1997 : Surprise sur prise ! de Marcel Béliveau (TF1, Head Writer)
- 1997-1998 : Éclats de rire et Parole de gosses, émissions pour France 2 (Georges V prod, auteur)
- 1998 : La télé s'amuse et Si ça vous arrivait (Case productions) pour TF1 (auteur)
- 1999 : Les Petites Canailles (Case Productions) TF1 (auteur)
- 2000 : Vendredi c'est Julie, talk show de Julie Snyder pour France 2 (DMLS TV, auteur)
- 2001-2003 : Solstrom : Cirque du Soleil (série de 13 X 52', Head Writer et mise en scène 2 épisodes) diffusée sur Bravo (USA)
- 2011 : Doc Martin (série télévisée, saison 2, épisode Que fait la police ?, scénariste[5])

#### Réalisateur
- 2008 : 60 épisodes de la short série Samantha oups !, France 2 (réalisateur)
- 2008 : première saison de la short série Code barge, TF1 (réalisateur)

## Théâtre

### Comédien
- 1985 : La Machine infernale de Jean Cocteau montée au Grand Hall Montorgueuil Paris
- 1987 : Erzebeth Bathory de Serge Adam montée au Théâtre de la Villa Paris
- 1989 : Qui a tué Barbot ? de Jean-Pierre Pasquaud montée à Fresne
- 1990 : Le Syndrome de Stokholm au Splendid et au palais des Glaces avec Bruno Lugan (comédien et co-auteur)
- 2008 : Arnaque, Cocaïne et Bricolage de Mohamed Rouabhi joué au Théâtre du Splendid, mise en scène de Clothilde Moynot